# قانون الطلب

منحنى الطلب كما هو موضح باللون الأحمر وتغير إلى اليمين مما يدل على العلاقة العكسية بين السعر والكمية المطلوبة ومن ملاحظ بأن منحنى له انحدار إلي الأسفل كلما اتجهنا من اليسار إلى اليمين مما يوضح بأن ارتفاع الأسعار يقلل من الكمية المطلوبة.

قانون الطلب، (بالإنجليزية: Law of demand)، هو قانون ينص على أن كمية الطلب مرتبطة عكسيا بالسعر (عند تساوي جميع العوامل الأخرى). أي عند زيادة سعر السلعة تقل الكمية المطلوبة منها، وعند انخفاض السعر يزيد الطلب، أحد الأسباب الرئيسية المؤدية لهذا القانون هي وجود بدائل أخرى. أحد الركائز الأخرى هي منحنى الطلب (بالإنجليزية: Demand curve) وهي العلاقة بين السعر والكمية المطلوبة، ومن الامور المساعدة على تكون القانون هو وجود عدة بائعين ومشترين في آن واحد مما يمكن البائع والمشتري من عملية الشراء وبالتالي نشوء القانون.

## تفسير العلاقة العكسية بين السعر وكمية الطلب
انخفاض السعر يؤدي إلى جذب مشترين جدد، وبالتالي تزيد الكمية المطلوبة مما يؤدي إلى ارتفاع السعر والذي بدورة يؤدي وجود مشترين لا يمكنهم شراء السلعة بسبب السعر الجديد ممايؤدي إلى انخفاض الطلب من جديد وذلك يؤودي إلى انخفاض الكمية المطلوبة.
وجود بدائل يسبب للمشتري المواجهة بارتفاع السعر إلى بحث عن تلك البدائل مما يؤدي بها إلى حلول محل السلع القديمة.

## العوامل المؤثرة في قانون الطلب
يفترض قانون الطلب ثبات العوامل التالية لنجاحه: مستوى الدخل وأسعار السلع ذات العلاقة والسلع المكملة وتوقعات المستهلك المستقبلية والكثافة السكانية وذوق المستهلكين والموضة الدارجة والنفقات الإعلانية على السلعة.

## الطلب مقابل العرض
من ناحية، يُمثّل الطلب بمنحنى الطلب، الذي يُوضح العلاقة بين السعر والكمية المطلوبة. وتُعرض التغيرات في العرض بيانيًا من خلال تحوّل منحنى العرض إلى اليسار أو اليمين. وعادةً ما تكون التغيرات في منحنى الطلب ناتجة عن خمسة عوامل رئيسية: عدد المشترين، دخل المستهلك، الأذواق أو التفضيلات، أسعار السلع المرتبطة، والتوقعات المستقبلية.

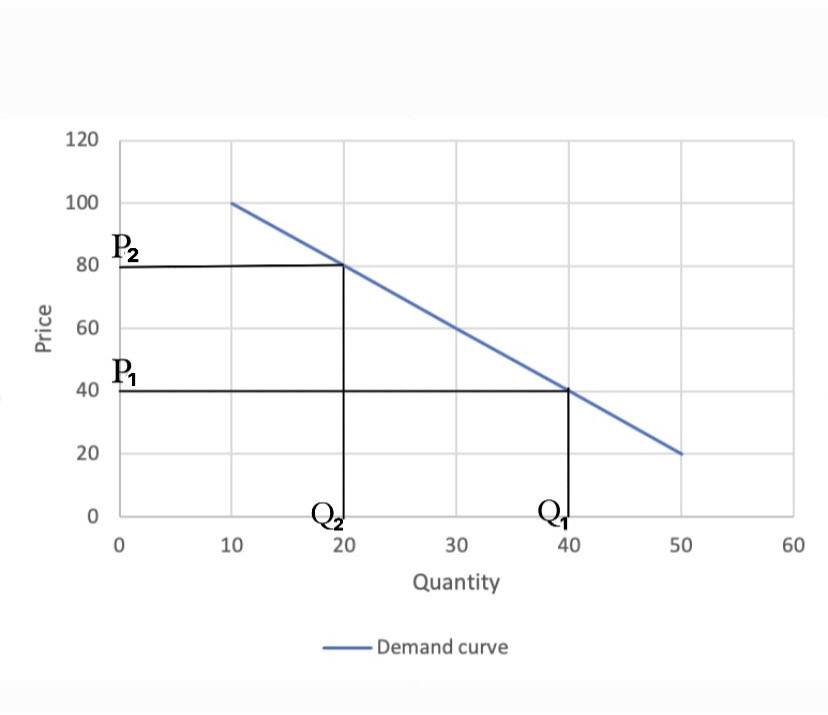
يتجلى التغير في الكمية المطلوبة من خلال الحركة على طول منحنى الطلب الحالي. من خلال البدء عند P1، فإن الرغبة المرتبطة بالشراء أو الكمية المطلوبة هي Q1. الآن، إذا ارتفع السعر إلى P2، فسيكون هناك رغبة أقل في الشراء، أي أن الكمية المطلوبة هي Q2. ولم يتغير منحنى الطلب في حد ذاته حيث إن كلا من مزيج P1Q1 وP2Q2 كان بالفعل جزءا من منحنى الطلب الحالي.

ومن ناحية أخرى، تشير الكمية المطلوبة إلى نقطة معينة على منحنى الطلب تتوافق مع سعر محدد. لذلك، تمثل الكمية المطلوبة الكمية الدقيقة من السلعة أو الخدمة التي يرغب المستهلك في طلبها عند سعر معين، مع افتراض ثبات العوامل الأخرى المؤثرة. ويُعبّر عن التغيير في الكمية المطلوبة بحركة على طول منحنى الطلب الحالي، والتي تحدث فقط نتيجة لتغير السعر.
على سبيل المثال، دعونا ننظر إلى سوق الإسكان. إن زيادة أو انخفاض أسعار المساكن لا يؤدي إلى تغير في منحنى الطلب، بل يؤدي إلى حركة على طول منحنى الطلب على المساكن، أي تغير في الكمية المطلوبة. ولكن إذا نظرنا إلى معدلات الرهن العقاري (وهي عامل غير السعر)، فعلى الرغم من ثبات أسعار المساكن، فإن ارتفاع معدلات الرهن العقاري يؤدي إلى انخفاض الرغبة في الشراء عند جميع مستويات الأسعار، مما يؤدي إلى تحول منحنى الطلب إلى اليسار. سيشتري المستهلكون كميات أقل، رغم بقاء السعر كما هو.من ناحية أخرى، يؤدي انخفاض معدلات الرهن العقاري إلى زيادة الرغبة في الشراء عند جميع الأسعار، مما يؤدي في النهاية إلى تحول منحنى الطلب إلى اليمين.  سيقوم المستهلكون الآن بشراء المزيد، رغم عدم تغير السعر على الإطلاق.  يمكن تفسير هذا التغير في الطلب من خلال مرونة الطلب.

## انظر أيضًأ
- فردية منهجية
- المرونة السعرية للطلب
- عرض وطلب